# Waldemar Kophamel
Waldemar Kophamel (16 de agosto de 1880 en Graudenz, act. Grudziądz, Polonia - 4 de noviembre de 1934 en Plön) fue un oficial de la Armada Imperial Alemana y comandante de submarinos (U-Boot-Kommandant) durante la I Guerra Mundial.

## Biografía

### Formación militar
Kophamel ingresó en la Armada Imperial Alemana con 18 años, el 12 de abril de 1898, y recibió su formación militar básica bajo la dirección del Capitán de Fragata (Fregattenkapitän) Ehrlich, en el veterano buque escuela SMS Stosch (constr. 1877). A bordo del SMS Stosch, el joven cadete Kophamel recorrió las costas de Noruega y Escocia, las Islas Canarias, los puertos del sur de España y del Norte de África, y el Mediterráneo central. En los años siguientes (1900-1901), Kophamel siguió cursos de especialización en las Armas de Artillería y Torpedos, al tiempo que recibía instrucción como oficial de infantería. Terminada esta etapa de formación, Kophamel fue promovido al rango de Alférez (Leutnant zur See) en septiembre de 1901.

### Carrera prebélica

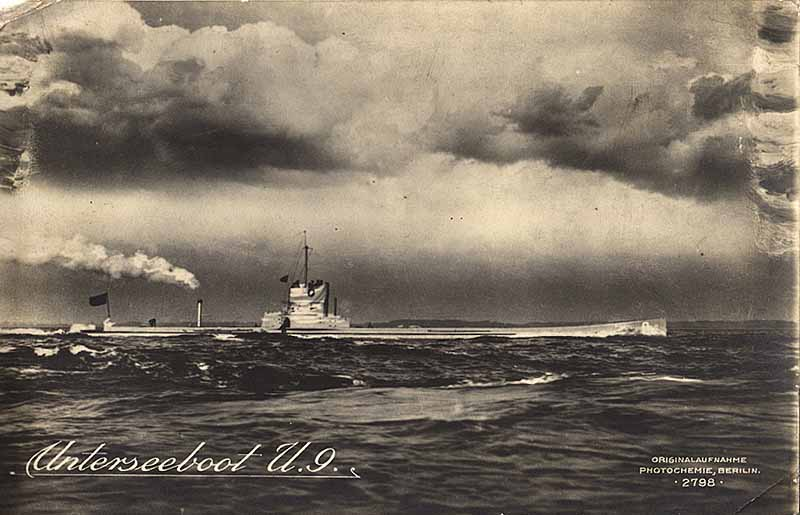
W. Kophamel sirvió en el en 1907-08

El primer destino de Kophamel como Alférez le llevó al acorazado SMS Kurfürst Friedrich Wilhelm en 1901. Al año siguiente fue trasladado a la II Sección de Torpedos (II. Torpedo-Abteilung) de la Base Naval de Wilhelmshaven, a las órdenes del Capitán de Corbeta (Korvettenkapitän) Franz von Hipper. El primer barco sobre el que Kophamel ostentó el mando fue el torpedero (Torpedoboot) SM S-3. Tras ser trasladado a la II Flotilla de Torpederos (II. Torpedoboots-Flottille) a las órdenes del Capitán de Corbeta (Korvettenkapitän) Leberecht Maass, Kophamel desempeñó diversos puestos vinculados al Arma de Torpederos, siendo promovido al rango de Teniente de Navío (Oberleutnant zur See) en 1904. Durante un corto período de tiempo sirvió en la Inspección Marítima (Marine-Inspektion) de la Base Naval de Wilhelmshaven. En 1905 Kophamel formó parte de la expedición de los cruceros ligeros SMS Niobe y SMS Thetis al África Oriental Alemana.
En 1906 Kophamel participó en las pruebas de evaluación y de mar del primer submarino de la Kaiserliche Marine, el SM U-1, a las órdenes del Capitán (Kapitänleutnant) Boehm-Bezing. Entre 1907 y 1910, Kophamel retornó primero a la Inspección Marítima (Marine-Inspektion) de la Base Naval de Wilhelmshaven, y posteriormente acumuló una valiosa experiencia en manejo de submarinos, sirviendo en el SM U-2 y en el SM U-9. A resultas de su labor especializada, fue promovido al rango de Capitán de submarinos (Kapitänleutnant) en 1908. Dos años más tarde, en 1910, Kophamel cambió de destino para servir en el acorazado (Grosslinienschiff) SMS Westfalen, buque insignia de la I Escuadra de Acorazados del Almirante (Admiral) Hugo von Pohl, mandado por el Capitán de Navío (Kapitän zur See) Paul Behncke.
Entre 1911 y 1913 Kophamel realizó dos años de formación en la Academia Naval (Marineakademie) de Kiel, con el fin de diplomarse en Estado Mayor. Obtenido el grado académico, fue destinado como Oficial 2º de Estado Mayor al acorazado SMS Ostfriesland, de la I Escuadra de Acorazados, mandado por el Capitán de Navío (Kapitän zur See) Engelhardt. Fue en este puesto en el que Kophamel entró en la I Guerra Mundial, y en el que sirvió hasta el mes de octubre de 1914, siendo el SMS Ostfriesland buque insignia del Almirante (Admiral) Wilhelm von Lans.

### I Guerra Mundial

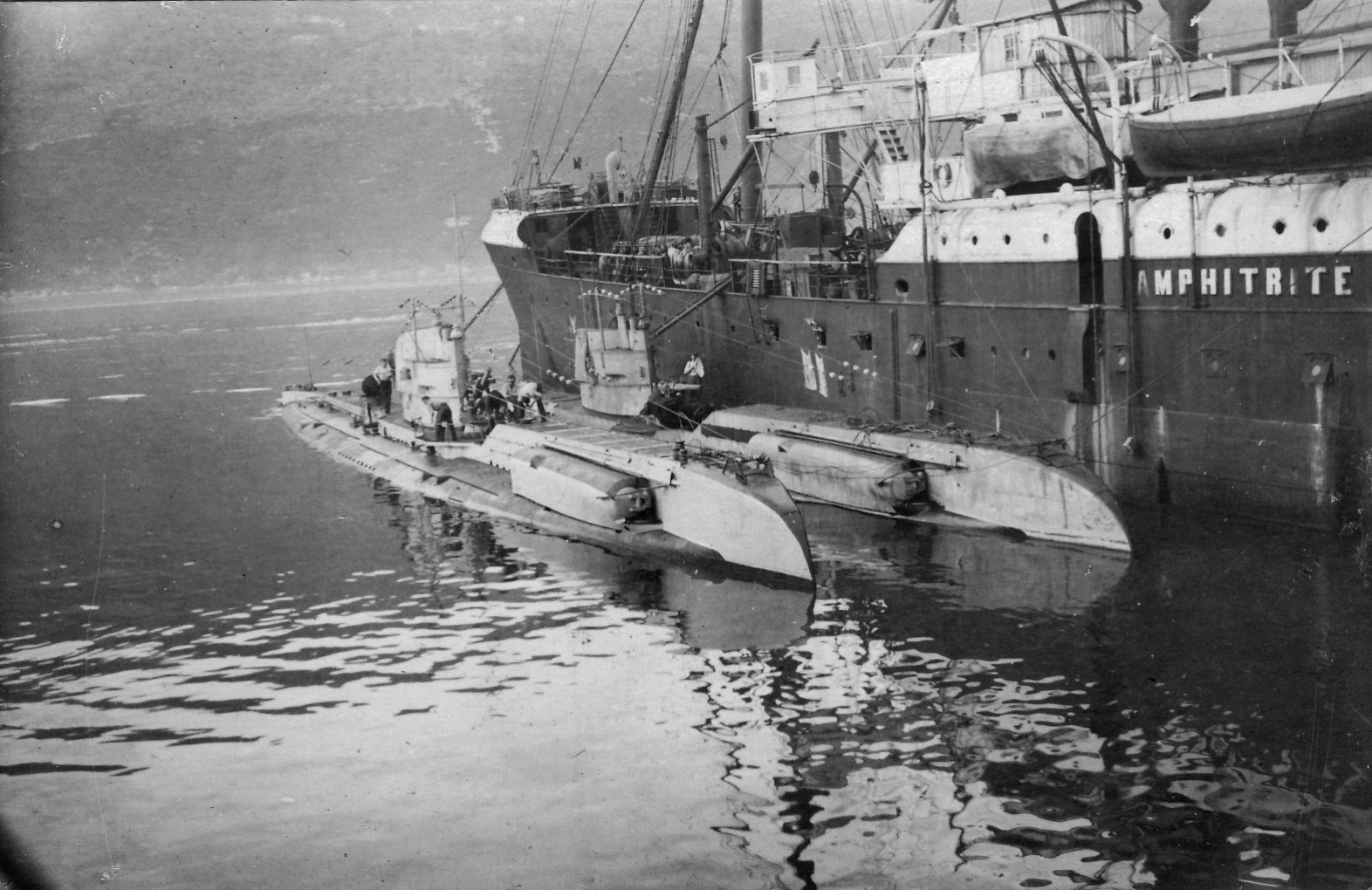
Submarinos de la U-Flottille Pola

En octubre de 1914 Kophamel fue transferido al Arma Submarina, y el 3 de noviembre siguiente fue puesto al mando de un moderno submarino a estrenar, el SM U-35. Este submarino cosechó el mayor palmarés de la Historia mundial en cuanto a hundimiento de buques, bajo el mando de Kophamel primero, y de su sucesor después, el Capitán (K.L.) Lothar von Arnauld de la Perière. El K.L. Kophamel ostentó el mando del SM U-35 durante un año, entre el 3 de noviembre de 1914 y el 17 de noviembre de 1915. En ese período de tiempo, el submarino realizó ocho misiones de combate, entre el Mar del Norte y el Mediterráneo, hundiendo 35 barcos con un total de 89 192 TRB.
Tras entregar el mando del SM U-35 al K.L. Von Arnauld, el recién ascendido Capitán de Corbeta (Korvettenkapitän) Kophamel asumió el mando de la Flotilla de Submarinos de Pola (U-Flottille Pola), desplegada en dos bases navales de la Armada Austro-Húngara: Pola (act. Pula, Croacia) y Cattaro (act. Kotor, Montenegro). Esta unidad alemana basada en puertos austro-húngaros del Adriático había sido creada el 1 de julio de 1915 con el nombre de "Media Flotilla Submarina de Pola" (U-Boot-Halbflottille Pola). Kophamel llegó a ejercer el mando sobre un total de 34 submarinos: 14 del Tipo "U" (o submarinos de flota), 6 del Tipo "UB", y 14 del Tipo "UC", que en conjunto lograron hundir 746 embarcaciones civiles (1 809 884 TRB en total) y 12 barcos de guerra (67 577 t en total) entre noviembre de 1915 y junio de 1917. En junio de 1917, la Flotilla Submarina de Pola fue ampliada y rebautizada como "Flotilla Submarina del Mediterráneo" (U-Flottille-Mittelmeer) y finalmente dividida en dos a partir del 1 de enero de 1918, pasando a existir la "I Flotilla Submarina del Mediterráneo" (I U-Flottille-Mittelmeer) en la base Pola (Pula) y la "II Flotilla Submarina del Mediterráneo" (II U-Flottille-Mittelmeer) en la base Cattaro (Kotor).

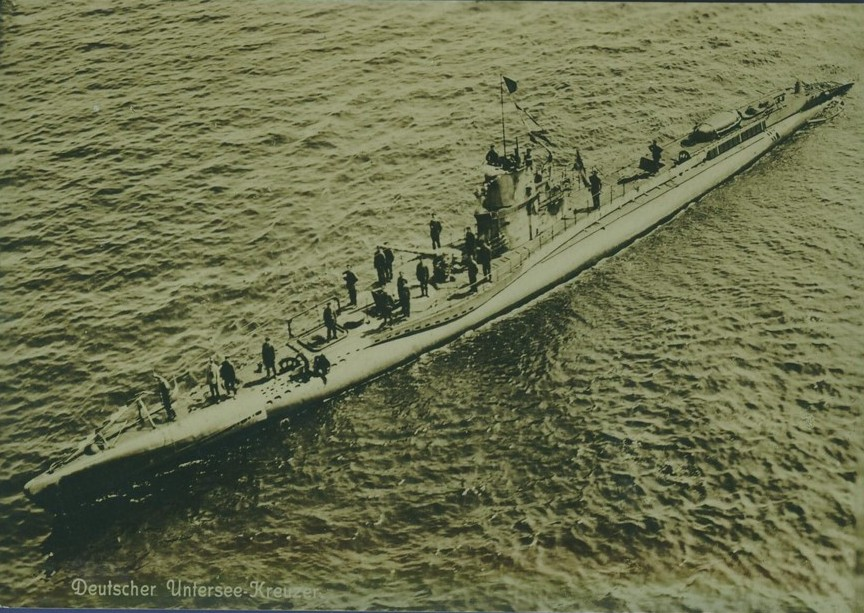
Submarino-crucero oceánico (Untersee-Kreuzer)

El 21 de julio de 1917 Kophamel pasó a desempeñar el mando sobre uno de los nuevos submarinos oceánicos o submarinos-crucero (Untersee-Kreuzer), el SM U-151, basado en Kiel, con el que realizó una única misión de larga duración, en cuyo transcurso hundió 12 barcos (con 29 048 TRB en total). El 26 de diciembre de 1917 su destino en el SM U-151 terminó anticipadamente, y tres días más tarde le fue concedida de manera oficial la máxima condecoración militar del II Reich alemán, la Orden Pour le Mérite (Orden por el Mérito), conocida vulgarmente como Blaue Max, por ser la máxima condecoración y por el color azul de la cruz de malta que la distingue. Kophamel fue el séptimo comandante de submarino (U-Boot-Kommandant) en recibir tan preciado galardón, muy publicitado en la Alemania de la época, y generosamente recompensado en lo económico.
En marzo de 1918 Kophamel recibió el mando de otro submarino-crucero, el SM U-140, que ostentó hasta el final de la I Guerra Mundial, en noviembre de aquel mismo año. A lo largo de toda la guerra de 1914 a 1918, el K.L. Waldemar Kophamel tomó parte en diez misiones de combate en submarinos, hundiendo 54 barcos con un total de 148 852 TRB.

### Postguerra y memoria
Al igual que otros oficiales de la Armada Imperial Alemana, el K.L. Kophamel permaneció fiel a la cadena de mando naval pese al estallido de la Revolución de Noviembre entre la marinería de las bases navales alemanas, y en abril de 1919 recibió el mando de uno de los pocos barcos permitidos a la Reichsmarine de la República de Weimar por el Tratado de Versalles, el crucero ligero SMS Straßburg. Aquel sería su último mando y destino como marino militar: el 31 de agosto de 1920 se retiró de modo definitivo con el rango de Capitán de Corbeta (Korvettenkapitän). Dedicado a diversas actividades en la vida civil, permaneció en el norte de Alemania hasta su muerte, acaecida el 4 de noviembre de 1934 en la localidad de Plön.
Como hizo con otros laureados oficiales de la I Guerra Mundial, la Kriegsmarine del III Reich quiso rendir homenaje a Waldemar Kophamel bautizando uno de sus barcos con su nombre, concretamente un buque-nodriza de submarinos (U-Boot-Begleitschiff), que fue botado el 15 de mayo de 1939. Este buque sirvió con la U-Boot-Waffe del Almirante Karl Dönitz durante casi toda la II Guerra Mundial, hasta que fue hundido en el puerto de Gotenhafen (act. Gdynia, en Polonia) por un ataque aéreo, realizado por bombarderos pesados británicos el 18 de diciembre de 1944.

## Condecoraciones
Cerca de la conclusión de la I Guerra Mundial, el K.L. Waldemar Kophamel figuraba entre los militares más condecorados de Alemania, apareciendo en el listado oficial de rangos de la Kaiserliche Marine con las siguientes condecoraciones:
- Orden del Águila Roja de 4ª clase (Roter-Adler-Orden IV. Klasse)
- Medalla de Salvamento de Prusia en Banda (Preußische Rettungsmedaille am Bande)
- Cruz de Hierro (1914) de 2ª clase (Eisernes Kreuz (1914) II. Klasse)
- Cruz de Hierro (1914) de 1ª clase (Eisernes Kreuz (1914) I. Klasse)
- Cruz de Caballero de la Orden Real de la Casa de Hohenzollern con Espadas (Ritterkreuz des Königlichen Hausordens von Hohenzollern mit Schwertern)
- Orden Por el Mérito (Orden Pour le Mérite)
- Cruz Hanseática de Hamburgo (Hanseatenkreuz Hamburg)
- Cruz al Mérito Militar de Mecklemburgo de 1ª clase (Mecklenburgisches Militärverdienstkreuz I. Klasse)